# HC Lev Prag
HC Lev Prag var ett professionellt ishockeylag från Prag, Tjeckien, som deltog i Kontinental Hockey League säsongerna 2012/2013 och 2013/2014. Laget ersatte den liknande, men organisatorisk skilda klubben, HC Lev Poprad som spelade i KHL i säsongen 2011/2012.
Trots framgången med finalspel säsongen 2013/2014 fick laget dra sig ur KHL inför säsongen 2014/2015 på grund av ekonomiska svårigheter; klubben gick över 50 miljoner euro i förlust under de två säsonger den var aktiv. Det var först dock tänkt att klubben skulle återvända till ligan när de fått ordning på sin ekonomi.

## Historia
Laget hette ursprungligen Lev Hradec Králové och var baserat i Hradec Králové i Tjeckien. Klubben var planerad att ansluta till KHL för säsongen 2010/2011, vilket klubben även uppfyllde alla nödvändiga villkor för, dock vägrade det tjeckiska ishockeyförbundet att ge tillstånd till klubben.
På grund av detta beslutade Levs ledning att flytta klubben till Slovakien, varefter klubben accepterades av KHL:s styrelse att delta i ligan från och med säsongen 2010/2011. Senare uteslöts dock KHL-laget ur ligan för säsongen 2010/2011 eftersom laget inte var anslutet till något nationellt ishockeyförbund.

### Flytt till Prag
På grund av nya ägarförhållanden i klubben startades nya spekulationer om en flytt till Prag, Tjeckien. Mars 2012 tillät det tjeckiska ishockeyförbundet KHL-lag att spela i Tjeckien. I slutet av april 2012 ansökte det nybildade laget med namnet HC Lev Prag för spel i KHL. Det i Poprad baserade laget uteslöts ur KHL efter bara en säsong. Lagen är organisatoriskt skilda men bär liknande namn.
Lev Prag kommer att dela arena, Tipsport Arena, med HC Sparta Prag som spelar i den tjeckiska ligan. Lev Prag planerar också att under säsongen 2012/2013 spela fyra hemmamatcher i den mer moderna och större ishallen O2 Arena.

### Säsongen 2012/2013
Lev startade sin första KHL-säsong den 6 september 2012 med en 2-1-vinst på hemmaplan mot Dinamo Riga. Laget lyckades ta sig till slutspelet redan första säsongen, där de dock blev utslagna i första omgången.

### Säsongen 2013/2014
Lev lyckades att ta sig till finalspel om Gagarin Cup, vilket man förlorade mot Metallurg Magnitogorsk.